# بلوزداد
بلوزداد هو حي من أحياء الجزائر العاصمة بولاية الجزائر. كان الحي يعرف سابقًا باسم بلكور أثناء فترة الاستعمار الفرنسي. ثم أعيد تسميته بحامة الناصر بعد استقلال الجزائر، قبل اعتماد الاسم الحالي بلوزداد في عام 1992 تكريمًا للمناضل والقومي الجزائري محمد بلوزداد الذي عاش في الحي.
يقع بلوزداد بلدية في قلب العاصمة ولاية الجزائر وقبلها كان تابعا لدائرة حسين داي. ابتداء عام 1992 أعيد تسمية البلدية «بلدية الحامة - العناصر» و دائرة سيدي محمد طبقا لمرسوم تنفيذي.
تمتلك البلدية واجهة بحرية طولها 1.6 كم بها مساحة خضراء ومطاعم تشكل الواجهة الوحيدة لمدينة الجزائر المهيأة

## جغرافيا
| البحر الأبيض المتوسط | الجزائر الوسطى | سيدي امحمد |
| حسين داي             | إسم ؟          | سيدي امحمد |
| القبة                | المدنية        | المدنية    |

## التاريخ
بنيت بلكور (الاسم في عهد الاستعمار الفرنسي) على أراضي مستنقعات سهل الجزائر من على سفح منحدر المرأة المتوحشة وغابة الأقواس تعود تسميتها بلكور (بالفرنسية: Belcourt)‏ أي الساحة الجميلة بالعربي إلى المعمّرين الأوائل الذين سكنوها واصلهم من مدينة ليون الفرنسية
- 1577 ميغيل دي سيرفانتس يختفي في مغارة تقع بالحامة لينتضر باخرة تأتي وتهربه لكن الباخرة تسقط في الأسر ويكتشف أمره ويعاد أسره مرة لدى سلطان الجزائر.
- 1832 بداية تشييد حديقة التجارب أشهر حدائق الجزائر
- 1835 هي تابعة لمصطفى (بلدية حديثة المنشأ)
- 1995 بلدية الحامة-العناصر يطلق عليها اسم بلدية بلوزداد نسبة لمحمد بلوزداد أحد شهداء الثورة الجزائرية.
- 2000 بعد إلغاء قانون محافظة الجزائر الكبرى يعاد تسميتها الحامة-العناصر.

يعبر البلدية شارعان رئيسيان هما شارع محمد بلوزداد وشارع حسيبة بن بو علي، ومن أحياء البلدية المشهورة العقيبة والحامة.

## من معالم البلدية
بالبلدية :
- مصانع حمود بوعلام للمشروبات الغازية موجودة منذ 1878،
- مصنع لتحلية مياه البحر،
- معمل للتركيب الميكانيك، ومعمل لتحويل الخشب.
- المكتبة الوطنية للحامة
- معهد باستور
- حديقة التجارب
- نزل سوفيتال
- متحف الفنون الجميلة
- ملعب 20 أوت 1955 الرياضي أيضا موجود بالبلدية.

## الشواطئ
تحتضن هذه البلدية العديد من الشواطئ البحرية:
- شاطئ الصابلات

## مواضيع ذات صلة
- تاريخ ولاية الجزائر
- بلديات ولاية الجزائر
- دوائر ولاية الجزائر